# Аскольд (фрегат)
«Аскольд» — (рус. дореф. Аскольдъ) 46-пушечный парусно-винтовой фрегат Российского императорского флота. После закладки и до октября 1856 года назывался «Мария».
На Дальнем Востоке фрегат находился в распоряжении чрезвычайного посланника в Китае и Японии вице-адмирала графа Е. В. Путятина. Участвовал в гидрографических исследованиях у побережья Приморья.

## Проект
8 июня 1851 года вице-адмирал Л. Ф. Богданович получил «высочайшее повеление» рассмотреть все аспекты постройки в Санкт-Петербурге пароходо-фрегата, который должен быть спущен на воду летом 1853 года. В сентябре — октябре в Кораблестроительном департаменте и Пароходном комитете был рассмотрен вопрос о строительстве фрегата с винтовым движителем, вместо колёсного. Также был рассмотрен возможный вариант строительных чертежей — либо использовать чертежи винтового фрегата «Полкан», либо разработать их в России или купить в Англии.
В это время купец 1-й гильдии С. Г. Кудрявцев предложил свои услуги по постройке фрегата. Он обязывался выстроить корпус из дубовых лесов к августу 1853 года. Его предложение было утверждено и Кораблестроительный и Учётный комитеты занялись необходимыми расчётами по количеству строительного леса и прочих материалов, основываясь на расчётах фрегата «Полкан». Далее началась подготовка к закладке киля в каменном эллинге Нового адмиралтейства, хоть построечных чертежей ещё не было. Великий князь Константин Николаевич лично решил приобрести чертежи будущего фрегата в Англии через К. И. Швабе. Немногим позже в Кораблестроительном департаменте оказались чертежи 50-пушечного 64-метрового фрегата (мощность машины 360 нар. л. с.) и 30-пушечного 43-метрового корабля (240 нар. л. с.). 21 октября император Николай I утвердил к строительству 50-пушечный фрегат. 12 ноября К. И. Швабе сообщил что приобрёл теоретический чертёж 50-пушечного фрегата «Империез», который уже строится в Детфорде.
Чертеж фрегата «Империез» был разработан под наблюдением известного английского инженера Балдвина Уокера и сочетал в себе все достижения кораблестроения того времени. По мнению К. И. Швабе, Л. Ф. Богдановича и П. И. Рикорда (председатель Пароходного комитета) «Империез» являлся лучшим из английских фрегатов I класса.
Главная проблема состояла в том, как перевести выстроенный корпус через бар Невы в Кронштадт. По предложению К. И. Швабе масштаб построечных чертежей фрегата должен быть уменьшен и разработан специальный план перевода корпуса с помощью камелей. Он предложил уменьшить длину корпуса до 62,33 метра, а ширину корпуса без обшивки оставить 14,33 метра. Ожидалась, что осадка в грузу составит носом — 6,1 метра, а кормой — 6,4 метра. Число орудий также уменьшалась до 46. Главные механизмы оставались мощностью в 360 нарицательных сил. В таких размерениях водоизмещение фрегата должно было составить около 2800 тонн.
В это время граф Е. В. Путятин вёл переговоры в Англии с производителями паровых механизмов — Э. Гомфрейсом, Д. Пенном, Т. Модзлем, Р. Непиром. Выбор пал на завод Э. Гомфрейса, который предложил построить машину с ценой 49 ½ фунтов стерлингов за 1 нарицательную силу. В конце декабря  все вопросы, связанные с постройкой фрегата, были переданы Пароходному комитету. В начале 1852 года П. И. Рикорд утвердил уменьшение масштаба в 1/19 от исходных чертежей «Империеза», что практически было соразмерно предложению К. И. Швабе. 19 мая К. И. Швабе выслал в Россию 9 комплектов чертежей фрегата «Империез». 10 июня в Кораблестроительном департаменте приступили к разработке комплекта практических и построечных чертежей.
13 июня 1852 года Кораблестроительный департамент и С. Г. Кудрявцев заключили контракт на постройку и спуск на воду корпуса фрегата к 1 сентября 1853 года. В это же время К. И. Швабе сообщил, что Дэмс Несмит готов на своём предприятии в Манчестере изготовить паровую механическую установку в 360 нарицательных сил за 19 047 фунтов стерлингов. Между тем выяснилось, что Д. Несмит ранее самостоятельно не строил паровых механизмов, и, чтобы иметь возможность их опробовать, П. И. Рикорд предложил оставить корпус фрегата на стапеле, и спустить его на воду весной 1854 года.

## Строительство и испытания
Корпус фрегата заложен в присутствии великого князя Константина Николаевича 18 сентября 1852 года на верфи Нового адмиралтейства в Санкт-Петербурге по подряду с купцом 1-й гильдии С. Г. Кудрявцевым. Строителем назначили корабельного инженера штабс-капитана К. Ф. Шаттена. К 19 сентября в Пароходном комитете окончили внесение предполагаемых объёмов главных механизмов в «практические чертежи». Император Николай I разрешил перенести срок спуска на воду. Строительство шло темпами согласно графику.
В октябре начали рассмотрение вариантов артиллерийского вооружения фрегата, что вызвало некоторое затруднение, так как 68-фунтовые (204-мм) пушки ранее не отливали, и в Артиллерийском департаменте на них не было чертежей, 2-пудовых (245-мм) бомбовых орудий в наличии на складах Балтийского флота было всего два, а к отливке 36-фунтовых (173-мм) длинных пушек нового чертежа ещё не приступали.
В феврале 1853 года были переведены деньги за энергетическую установку на имя находящегося в Лондоне К. И. Швабе. К этому времени все отношения с Д. Несмитом были разорваны и начаты новые переговоры с Д. Пенном. Он затребовал за установку сначала 22 135 фунтов стерлингов, после чего поднял цену до 24 000, жалуясь на резкое удорожание материалов, особенно красной меди. Немного позже он согласился уменьшить стоимость, если ему бесплатно поставят порядка 40 тонн красной меди из России. Но, уже в апреле он снова поднял стоимость и увеличил срок изготовления до 14 месяцев, теперь мотивируя это нехваткой рабочих рук в Англии. Пароходный комитет вынужден был пойти на уступки, и К. И. Швабе срочно подписал с ним предварительный контракт, пока стоимость вновь не поднялась. 12 мая К. И. Швабе выслал в Россию чертежи главных механизмов на утверждение. 17 июня был заключён твёрдый контракт на постройку «парового механизма в 360 сил по спецификации механизмов фрегата „Полкана“ с добавкой двух запасных подшипников к подъемной винтовой раме и двух центнеров мягкого металла в запас» с фирмой «Джон Пенн и сын» со сроком сдачи до 15 мая 1854 года.
6 августа 1853 года строящийся фрегат был именован «Мария». В конце августа К. Ф. Шаттен представил на утверждение генерал-адмирала окончательные чертежи боковых галерей, кормы и гальюна. В Кронштадтском порту рассчитали снабжение гребные суда и необходимые якорные устройства. 8 февраля 1854 года приказом управляющего Морским министерством наблюдать за постройкой фрегата «Мария» был назначен бывший командир пароходо-фрегата «Камчатка» капитан-лейтенант П. А. Шевандин. Позже его назначили на должность командира. 10 марта были утверждены чертежи внутреннего устройства фрегата.
В начале марта 1854 года К. И. Швабе передал Генеральному консулу России в Лондоне Кремеру четыре контракта на постройку паровых механизмов для русских кораблей. Так как в связи с Крымской войной, английское правительство хотело наложить секвестр на них. Кремер решил фиктивно перепродать их, как и два 20-пушечных винтовых корвета для Черноморского флота, строящихся в это время в Англии. Но это результата не принесло. Тогда, по решению Николая I, оба корвета были проданы фактически в Америку через гамбургский банк «Генри и К°». Механизмы перепродать не получилось, ни фиктивно, ни фактически, и английское правительство наложили секвестр.
19 марта новая машина в 360 л. с. была заказана Гальванопластическому литейному и механическому заведению Санкт-Петербурга. Паровая машина изготовлялась по чертежам машины фрегата «Полкан», и представляла собой её точную копию. Стоимость составила 145 800 рублей серебром.
К концу апреля в Артиллерийском департаменте был утверждён состав вооружения: в закрытой батарее устанавливались двадцать четыре 68-фунтовые (204 мм) бомбовые пушки и четыре 30-фунтовые (164-мм) длинные пушки; на открытой батарее (верхняя палуба) размещались четырнадцать 30-фунтовых пушек средней пропорции на шканцах и по две такие же пушки на баке и юте. Всего 46 пушек с боекомплектом по 100 выстрелов на каждую пушку.
Фрегат спущен на воду 6 июля 1854 года. 17 июля генерал-адмирал распорядился перевести фрегат в Кронштадт и вооружить. По его расчёту, фрегат можно было использовать как парусный корабль, пока не будут изготовлены новые главные механизмы. Через несколько дней фрегат «Мария» был зачислен в 15-й флотский экипаж 2-й флотской дивизии Балтийского флота и назначена команда из 450 офицеров и нижних чинов. 5 августа фрегат был переведён на камелях в Кронштадт и 7 августа введён в гавань для довооружения. 30 октября его ввели док для дооборудования под установку новых механизмов и монтажу заборных устройств.
22 июля 1855 года фрегат был выведен на воду и поставлен в гавани для подготовки к выходу на рейд. 9 июля фрегат «Мария» посетил генерал-адмирал. После инспекции, он потребовал полной готовности «Марии» к весне 1856 года. 13 сентября на заводе испытали паровые котлы, при их освидетельствовании присутствовал новый командир фрегата капитан 2-го ранга И. С. Унковский. 5 ноября приступили к их монтажу. 19 ноября работы были закончены.
Так как Гальванопластическое заведение было загружено заказами для других кораблей, время изготовления паровой машины для «Марии» постоянно растягивалось. Только 17 сентября уже 1856 года были доставлены основные части машинной установки. 30 сентября И. С. Унковский доложил: «Эти механизмы годны только для пробы машины, а для дальнейшего назначения оной, вещи сии едва ли могут отвечать цели. Коленчатый вал имеет трещину глубиной 2 дюйма и длиной 7 дюймов, один из цилиндров имеет весьма сомнительную заплату и много мелочных вещей по неблагонадежности должны быть заменены на новые».
17 октября фрегат вновь посетил генерал-адмирал. 20 октября, после подведения пара к машине, была проведена первая проба механизмов на швартовых под руководством механика Листера. Далее, прошло пробное плавание до острова Сескар и обратно. В это время фрегат был переименован в «Аскольд». 23 октября комиссия Кораблестроительного технического комитета приступила к полной инспекции фрегата. На ходовых испытаниях был обнаружен ряд недостатков в машине, в частности большую тревогу вызывал нагрев кормового подшипника, который неплотного прилегал к шейке коленчатого вала. Поэтому комиссия решила что «машину оконченной считать нельзя». После того как председатель Кораблестроительного технического комитета полковник С. И. Чернявский рассмотрел поданный акт, принял решение заменить коленчатый вал. Новый вал был изготовлен в Англии.
24 июня 1857 года испытания возобновились. На мерной миле «Аскольд» развил скорость под парами 8,25 узла. Во время следования фрегата 8-узловым ходом (частота вращения 50 об/мин), в исходе 10 часов испытаний, погнулась одна из лопастей гребного винта. Поэтому фрегат был вынужден вернуться в Кронштадт под парусами. Не смотря на прервавшиеся испытания, комиссия смогла оценить общее состояние паровых механизмов и отметила их как «хорошее». 28 июля фрегат был введён в док Петра I. После обследования корпуса и машины членом приёмной комиссии лейтенантом В. И. Збышевским (26 июля 1857 года назначен вахтенным начальником фрегата) был подан рапорт о серьёзных неполадках в машине и нарушениях в применении материалов при постройке корпуса. Но, в отличие от его ожиданий, разбирательств по выявленным фактам не последовало. Гребной винт для замены был взят со строящегося фрегата «Громобой». 14 сентября работы были закончены и фрегат «Аскольд» был принят в казну. На следующий день его стали готовить к службе. Стоимость постройки корпуса составила 406 230 рублей, а механизмов 145 800 рублей, без учёта стоимости механизмов, заказанных в Англии.

## Конструкция

### Корпус
Водоизмещение фрегата составляло 2834 тонны. Длина по ватерлинии 61,6 метра, длина между перпендикулярами 62,6 метра, ширина 14,78 метра, осадка 6,1 метра (носом), 6,4 метра (кормой).
Из курляндского дуба были изготовлены: киль, корпусной набор, штевни, привальные брусья, кламсы, ватервейсы, планширь, бархоуты и другие главные части корпуса. Из лиственницы были: подводная и внутренние обшивки корпуса, бимсы и полубимсы. Часть полубимсов и карлингсов были заказаны из железа заводу Ф. К. Берда. Из сосны был набран настил палубы. Скрепление корпуса планировалось по системе Саймондса (с железными ридерсами и раскосинами) и боковыми кильсонами по системе Ланга. Металлическое крепление было традиционным — подводная часть — медь, надводная — железо.
Палубное снабжение состояло из: двух чугунных клюзов в носовой части и четырёх малых чугунных клюзов в местах выхода якорных цепей из трюма на палубу; 12 медных и 16 свинцовых шпигатов обеспечивали вывод воды с палубы. Их произвели на Адмиралтейских Ижорских заводах.
Как отмечал И. С. Унковский, фрегат имел отличную остойчивость.

### Главные механизмы
В качестве силовой установки была установлена паровая машина низкого давления мощностью 360 л. с. (786 индикаторных л. с.). Её питали четыре котла коробчатого типа. Механизмы были заказаны Гальванопластическому литейному и механическому заведению Санкт-Петербурга. Их изготовили по чертежам паровой машины фрегата «Полкан». Стоимость производства составила 145 800 рублей серебром. На испытаниях фрегат показал скорость под парами 8,25 узла.

### Вспомогательные и якорные устройства
Был установлен шпиль, ранее стоявший на пароходо-фрегате «Архимед». Его подняли после крушения пароходо-фрегата и отремонтировали на Адмиралтейских Ижорских заводах. Для откачки воды из трюма служили три помпы.
Рулевой штурвал из железа также был изготовлен на Адмиралтейских Ижорских заводах, ими же были изготовлены: водоопреснительный аппарат (водоопреснительный камбуз) и 56 железных «водяных» ящиков. В Бресте установка была усовершенствована - к холодильным установкам подвели по две помпы, подающие воду, для лучшего охлаждения, а сам аппарат поднят с палубы на железную раму с 5-дюймовыми ножками.
На фрегате размещались четыре двурогих якоря со штоками, каждый массой от 2,8 до 3,1 тонн. Один стоп-анкер массой 0,8 тонны, верпы железные — по 0,57, 0,49, 0,41 и 0,24 тонны. Цепных канатов было два, калибром 5 см и длиной 256 метров каждый. Они, так же как и шпиль, были подняты с пароходо-фрегата «Архимед», и на Адмиралтейских Ижорских заводах выковали недостающие звенья.
На борту разместили гребные суда по схеме И. И. Фон Шанца в составе: 18-вёсельный баркас, 14-вёсельный капитанский катер, 14-вёсельный рабочий катер, два 10-вёсельных катера легкой постройки, 6-вёсельный ял, 6-вёсельный и 4-весельный гиг.

### Движитель
Движителем были паруса и один подъемный гребной винт.
Такелаж и парусное вооружение разработаны в России по примеру «фрегатов большого ранга»: грот-, бизань- мачты и бушприт, а вот фок-мачта была сделана как у 84-пушечного линейного корабля. Всё это поставил Кронштадтский порт (Кронштадтская мачтовая мастерская).

### Вооружение
Состав артиллерийского вооружения:
- На 1852 год (по проекту)
  - Закрытая батарея: 4 × 68-фунтовые бомбовые пушки английского образца и 22 × 36-фунтовые длинные пушки
  - Открытая батарея: 2 × 68-фунтовые бомбовые пушки английского образца и 18 × 36-фунтовые длинные пушки
- На 1856 год
  - Закрытая батарея: 22 × 68-фунтовые бомбовые пушки № 2 и 4 × 36-фунтовые № 1
  - Открытая батарея: 4 × 36-фунтовые пушки № 1 и 16 × 36-фунтовые пушки № 3
- На 1857 год
  - Закрытая батарея: 10 × 68-фунтовые бомбовые пушки № 2 и 16 × 24-фунтовые длинные пушки
  - Открытая батарея: 4 × 24-фунтовые длинные пушки и 16 × 24-фунтовые пушко-карронады

### Команда и обитаемость
Команду составляли 463 человека.

## Служба
К сентябрю 1857 года был собран и отправлен на Дальний Восток России отряд военных кораблей («Воевода», «Новик», «Боярин», «Пластун», «Джигит» и «Стрелок») под командованием капитана 1-го ранга Д. И. Кузнецова. Через три дня, а именно 26 сентября (8 октября) из Кронштадта вслед за ними отправился фрегат «Аскольд» под командованием флигель-адъютанта капитана 1-го ранга И. С. Унковского. Команда набиралась частью из офицеров, бывших уже в Японии в 1853 году. Всего на борту находилась команда из 483 человек.

### Переход на Тихий океан
Утром 27 сентября «Аскольд» прошёл Энгольский маяк и вступил под паруса. Утром 28 сентября был пройден Дагерорт. 29 сентября лопнуло медное кольцо переднего эксцентрика, которое заменили запасным, на следующий день лопнула тяга этого же эксцентрика, медное кольцо заднего (кормового) эксцентрика. 4 октября «Аскольд» был вынужден зайти в порт Киль для ремонта машины. После ремонта, 15 октября фрегат вышел в море. Следующая остановка была сделана 30 октября в Бресте для пополнения запаса угля и продовольствия, а также ремонта двух помп, третью пришлось заменить. После выхода в море, 12 декабря были вскрыты холодильники опреснительного аппарата, и выяснилось что в одном из них распаялись несколько трубок. Вечером 18 декабря «Аскольд» стал на якорь на рейде Санта-Круза, где принялись за ремонт холодильников и перемены тяги переднего золотника в машине, которая лопнула на кануне. 20 декабря фрегат отправился далее, имея ход под парусами от 10 до 12 улов. 21 числа фрегат попал в полосу штиля, который продолжался 30 часов. В этот же день открылась небольшая течь в констапельской каюте у ватерлинии через колодец. Командир приказал идти в пролив между островами Святого Винцента и Святого Антония и стать на якорь в Порту-Гранде. Но значительное волнение моря не дало провести ремонт, и фрегат отправился дальше. С вечера 26 декабря и до утра 27 декабря был выдержан небольшой шторм из-за которого течь колодца увеличилась. 27 числа был пройден остров Браво. Не найдя удобной бухты, щели были проконопачены прямо на ходу.
Новый год был встречен в 4°30' северной широты, 19° западной долготы во время штиля и плотного тумана. К утру штиль перешёл в шквалистый ветер с дождём. С обеда ветер стал стихать. 4 января 1858 года «Аскольд» перешел в южное полушарие в долготе 19°40'. 16 января был произведён ремонт холодильников в море. 23 января, во время боковой качки, было замечено, что доски палубного настила под бомбовыми пушками отходят от ватервейсов на половину дюйма и заметно прогибаются под задними колёсами станка пушки. 28 января, так как фрегат уже шёл под парами 24 дня без остановок, машина была застопорена для обследования, а фрегат вступил под паруса. С 3 по 5 февраля фрегат шёл под парами. Ход составлял от 7 до 8 узлов при 59 оборотах.
7 февраля был пройден мыс Доброй Надежды под парами, после чего стал на якорь в заливе Фолс-бей. На следующий день «Аскольд» перешёл к Саймонстауну. Во время ремонта все палубы и надводная часть были заново переконопачены, так как в тропиках корпус «Аскольда» рассохся. Корабельная комиссия составила акт, о не качественных работах по корпусу выполненных при строительстве фрегата. После ремонта и отдыха команды, фрегат должен был выйти из залива 12 марта, но разыгравшийся шторм задержал его до 15 марта. С 26 марта «Аскольд» выдержал жесточайший шторм, «да такой, что нечасто встречаются кругосветным мореплавателям». В это время фрегат шёл в бейдевинд от 8 до 9 узлов имея постоянный крен 4°. 27 марта ветры усилились, и фрегат имел крен от 10° до 12°. С рассветом 28 числа ветры шторм стих, что позволило отдать паруса и лечь на нужный курс. С 1 апреля плаванье сопровождалось частой сменой погоды. В Индийском океане в корме вновь открылась незначительная течь. 19 апреля «Аскольд» вступил в Зондский пролив, и дойдя до 41° широты пошел в бухту Мю (Mew), где бросил якорь для ремонта и осмотра рулевой диры. 25 апреля покинул Мю и в этот же день были проведены артиллерийские учения. 26 апреля «Аскольд» вышел из Зондского пролива. При вступлении в Тихий океан, от порыва ветра был повреждён рангоут. 29 апреля был пройден Гаспарский пролив. 1 мая был пересечён экватор в долготе 107°10' от Гринвича и 3 мая достигнуто Китайское море. 16 мая «Аскольд» стал на якорь в Гонконге. В этот же день фрегат «Аскольд» с командою поступил в распоряжение чрезвычайного посланника в Китае и Японии вице-адмирала графа Е. В. Путятина. Во время всего перехода на Тихий океан моряки вели наблюдения и производили гидрографические исследования. Так было обнаружено ранее не известное сильное течение в районе экватора.

### На Тихом океане
- флигель-адъютант капитан 1-го ранга Иван Унковский (командир)
- капитан-лейтенант князь Эспер Ухтомский (старший офицер)
- (ревизор)
- лейтенант Павел Зеленой (вахтенный начальник)
- лейтенант Владислав Збышевский (вахтенный начальник)
- мичман Константин Литке (вахтенный начальник)
- (штурманский офицер)
- (старший механик)
- (артиллерийский офицер)
- гардемарин Павел Муханов

В Гонконге И. С. Унковский получил письменное предписание от вице-адмирала графа Е. В. Путятина следовать в Печелийский залив (залив Печели, ныне Бохайский залив), куда и отправился после пополнения всех запасов 27 мая. 11 июня «Аскольд» вошёл в Желтое море и 15 числа оказался в Печелийском заливе. 17 июня «Аскольд» бросил якорь близ устья реки Пейхо. 19 июня И. С. Унковский встретился с графом Е. В. Путятиным в Тяньцзине. 27 июня граф Е. В. Путятин поднял свой брейд-вымпел на «Аскольде» и 30 июня на нём отправился в Нагасаки.
Вечером 6 (18) июля 1858 года «Аскольд» начал входить на Нагасакскую бухту. При входе в бухту, в густом тумане, фрегат чуть не сел на мель, и вход отложили до утра. Фрегат ушёл в море и провёл всю ночь под парусами. Рано утром 7 июля отслужили церемонию по усопшему на кануне вечером матросу и предали его тело морю. После церемонии «Аскольд» зашёл на внутренний рейд. Его приветствовал салютом американский пароход «Поветан», который был ранее встречен в Печелийском заливе. Так же на рейде находились японские паровой корвет и  два тендера, голландская шхуна, и американский купеческий пароход «Миссисипи». С приветствием графу Е. В. Путятину на борт поднялись японские чиновники, голландские представители и офицеры с «Поветана». Местный губернатор выделил дом для проживания команды и одну из построек, принадлежащую храму, для размещения больных. Пробыв ещё несколько дней, 10 июля фрегат ушёл в Симоду, куда прибыл 14 июля. 17 июля фрегат в сопровождении клипера «Стрелок» перешёл в Канагаву (Иокогама). Через несколько дней граф Е. В. Путятин договорился о будущей встрече с Тайкуном в Иеддо (Эдо). Пока миссия ездила в Эдо на переговоры, фрегат находился на рейде Иокогамы. В это время на рейде Эдо находилась только русская шхуна «Хеда». Миссия вернулась на фрегат в ночь с 8 (20) на 9 (21) августа. После этого граф Е. В. Путятин поднял свой брейд-вымпел на клипере «Стрелок» и ушёл в Шанхай. «Аскольд» остался Иокогаме. 12 августа «Стрелок» вернулся из-за повреждения машины, и 13 августа граф Е. В. Путятин спешно пошёл в Шанхай на «Аскольде». Ход составлял от 12,5 до 14 узлов. В ночь с 18 на 19 августа, когда до Шанхая оставалось 58 миль, «Аскольд» попал в жесточайший шторм, в ходе которого лопнул штуртрос, получил повреждения кормы, рангоута и подломились две мачты — как выяснилось, Кронштадтский порт поставил мачты с гнилью внутри. также шторм унёс фрегат на 100 миль от Шанхая. 28 августа пришёл к устью реки Янг-це-Кианг и 29 августа стал на якорь близ Вусунга (городской округ Чжоушань). На следующий день по приказанию графа, «Аскольд» ушёл Шанхай, где принял снабжение и закупил дерево для фор-стеньги, после чего отправился в Нагасаки для ремонта. Во время стоянки у китайских берегов на корабле началась холера. 8 сентября был пройден необитаемый остров Рафль, а при вступлении в открытое море были встречены ветра и сильное волнение, что заставило вернуться к этому острову. Отрапортовав о своём положении графу.
11 сентября около острова Рафль началось исправление рангоута. Первыми были спущены уцелевшие нижние реи с лисель-спиртами и уложены на сетки. Следующим был спущен и уложен на шканцы позади грот-мачты сломанный пополам фор-марс. Слева от фор-марса приступили к изготовлению фор-стеньги, справа от него делали краспицы из сломанных стеньг, для чего верхний шпиль был снят для освобождения рабочего места. На юте делали стеньговые лонга-салинги, краспицы, гафели и мартин-гик для утлегарь-бакштагов. На баке ремонтировали (тимберовали) фока-рей. Он оказался настолько гнилым, что труху из него выбирали руками. В закрытой батарее ремонтировали паруса. 14 сентября вытянули грот-ванты и ватер-штаги, отакелажили запасные марса-реи. На следующий день все мелкие такелажные работы были завершены. В этот же день приступили к изготовлению железных вещей во фрегатской кузнице. 16 сентября началась оковка марса и накалачивание горячих бугелей. 19 сентября по распоряжению графа Е. В. Путятина, «Пластун» отправился в залив Владимира для получения там в военном посту материалов и продовольствия для команды «Аскольда», но этого там не оказалось и «Пластун» не стал идти к острову Рафль. 28 сентября «Аскольд» вышел в море. За время ремонта были похоронены семь человек из команды.
4 октября «Аскольд» пришёл в Нагасаки. 26 тяжело больных моряков были помещены в устроенный лазарет на берегу под наблюдением медика с фрегата, а местный правитель выделил некоторое снабжение. На фрегат был приглашён опытный голландский доктор Помп для наблюдением за состоянием здоровья команды.Так как фрегат нуждался в серьёзном ремонте, в том числе перемены мачты, его перевели ближе к деревне Инаса (непосредственно прилегает к Нагасаки). 13 октября был заключён контракт, по которому японцы обязывались доставить строительный лес и железо за 3240 мексиканских талеров. Из этого леса на берегу были построены шлюпочно-такелажный склад, кухня и казарма для проживания команды фрегата, а так же баня. Командир с офицерами поселился в храме с большим двором (часть построек была возведена на этом дворе). На все постройки было затрачено 3690 мексиканских талеров (4507 рублей 70 копеек серебром). Строительные работы производились силами мастеровых из Нагасаки и личным составом. После разоружения фрегата и разгрузки оставшейся провизии, на берегу была построена кузница. Далее разобрали колодец, вскрыли ближайший к ватервейсу пояс на жилой и орудийной палубах, разобраны угольные ящики, выгружены «водяные» ящики (цистерны). 26 октября японцы стали подвозить кницы, и железо. В этот же день приступили к креплению нижних бимсов на орудийной палубе, тимберовке грота-реи и перестройке колодца. К 25 декабря нижние бимсы были связаны с набором корпуса 46-ю деревянными кницами, а палубный настил (14 поясов) перестелен. При этом три крайних пояса связали сквозными горизонтальными болтами с ватервейсом через каждые 5 футов по длине корпуса. Собраны угольные ящики, находящиеся на жилой палубе. Заменены обшивка и 10 стоек в колодце. Ахтерштевень скреплён с контр-тимберсами четырьмя кницами. На грота-рее переменён правый нок. 25-го же приступили к изготовлению новой фока-реи, так как выяснилось, что она совершенно не годна.
К 24 июня 1859 года все работы были окончены и «Аскольд» вступил в кампанию. На следующий день оставил Нагасаки имея распоряжение вернуться на Балтику с заходом на Сандвичевы острова. Зайдя в Хакодате, «Аскольд» был задержан специальной депешей генерал-губернатора Восточной Сибири графа Н. Н. Муравьева-Амурского, предписывающей дожидаться его для дальнейшего следования в Иокогаму. Так как там японцами был убит мичман Р. С. Мофет и матрос из команды корвета «Гридень», и это дело требовало разбирательства. Также он предполагал решить «сахалинскую проблему». Граф Н. Н. Муравьев-Амурский прибыл в Хокодате только 22 июля. «Аскольд» ушел в Иокогаму 25 июля, и выдержав по пути ураган, 4 августа стал на якорь. Там уже находились: «Гридень», «Воевода», «Рында», «Новик», «Пластун» и «Америка». На следующий день «Аскольд» (флаг), «Гридень», «Рында», «Новик» и «Америка» перешли к Эдо. 19 августа все корабли отправились в Хокадате и далее в Николаевск (ныне Николаевск-на-Амуре), кроме «Аскольда», который оставался до 15 сентября пока шли переговоры. В это же время на фрегат был погружен уголь и снабжения для дальнего перехода.

### Возвращение на Балтику
В 1859 году фрегат отправился в обратное плавание по маршруту Нагасаки — Манила — мыс Доброй Надежды — Плимут — Кронштадт. 15 сентября «Аскольд» вышел из Эдо в Нагасаки, а 4 октября прибыл в Манилу, где оставался до 15 октября. После чего отправился к мысу Доброй Надежды. 16 декабря «Аскольд» пришёл на рейд Саймонстауна.
- флигель-адъютант капитан 1-го ранга Иван Унковский (командир)
- лейтенант Павел Зеленой (старший офицер)
- лейтенант Владислав Збышевский (вахтенный начальник)
- мичман Константин Литке (вахтенный начальник)
- корпуса инженер-механиков флота Сент (старший механик)
- иеромонах Платон

Всего 19 офицеров и 466 человек нижних чинов
14 января 1860 года «Аскольд» оставил Саймонстаун и обогнув мыс Доброй Надежды, 24 января прибыл в порт Святого Якова на острове Святой Елены, где пробыл 22 часа и отправился далее на север к острову Вознесения, стал на якорь 29 января. 4 февраля была пересечена линия экватора на 34 1 западной долготы. 14 марта «Аскольд» прибыл в Плимут. После чего перешёл в датский Гельсингер для пополнения запаса угля. 30 апреля «Аскольд» отправился далее и 10 мая 1860 года зашёл на Кронштадтский рейд.

### Вывод из состава флота
По возвращении, фрегат был введён в док и освидетельствован. После детального осмотра было принято решение тимберовку не проводить. Фрегат был отчислен к Кронштадтскому порту. 15 июля 1861 года «Аскольд» был исключён из списков Балтийского флота «по неблагонадежности к плаванию». В этом же году разобран на дрова в Кронштадте. После разбора его годные части были использованы на портовые надобности и для ремонта других судов, а медные детали отправлены на Ижорские заводы в переплавку. Паровая машина, после переборки на Кронштадтском пароходном заводе, передана на строящийся корвет «Аскольд».
По результатам эксплуатации фрегата «Аскольд» управляющий Морским министерством издал приказ, в котором говорилось: «принять строжайшие меры к тому, чтобы за кораблестроительными работами велось неотлучное наблюдение, дабы не повторились непростительные упущения, оказавшиеся на фрегате „Аскольд“… При первом повторении подобного преступления — ибо нельзя назвать иначе столь небрежную постройку судна, которому вверяется жизнь нескольких сотен человек — будет взыскано по всей строгости законов».

## Память
- Остров Аскольд (залив Петра Великого, Японское море) — назван в честь одного из первых русских винтовых фрегатов — «Аскольд».
- Пролив Аскольд — пролегает между берегом материка и юго-западным берегом острова Путятина с одной стороны и островом Аскольд с другой[32], пролив описан в 1859 году экипажем клипера «Стрелок», тогда же присвоено название проливу[33].
- Закладная доска фрегата «Аскольд» хранится в Центральном Военно-морском музее (ЦВММ) за № 10378/19. На лицевой стороне овальной из латуни таблички нанесена гравированная надпись: «46 пуш. винтовой фрегат Мария заложен в присутствии Его Императорского Высочества Великого Князя Константина Николаевича 18-го сентября 1852 г». На оборотной стороне: «Флота Генерал Интендант Вице Адмирал Богданович. Строитель Корабельный Инженер штабс-капитан Шаттен».
- Модель 46-пушечного винтового фрегата «Аскольд» находится в Военно-морском музее в Санкт-Петербурге[34]. Она изготовлена в модельной мастерской Санкт-Петербургского военного порта из грушевого, кленового и берёзового дерева в масштабе 1:12.

## Командиры
- 1854—1855 капитан-лейтенант П. А. Шевандин
- 1855—1860 капитан 1-го ранга И. С. Унковский
- с 19 сентября (1 октября) 1860[35] капитан-лейтенант М. Я. Федоровский

### Книги
- Летопись Российского флота. От зарождения мореходства в древнерусском государстве до начала XXI века. В 3-х томах. — СПб.: Наука, 2012. — Т. I. 860—1900 гг.. — 656 с.
- Морской Энциклопедический словарь т. I. С 1992 г. стр. 90
- Обзор заграничных плаваний судов русского военного флота в 1850-1868 годах. — СПб.: Типография Морского Ведомства в Главном Адмиралтействе, 1871. — Т. I. — 702 с.
- Иоффе А. Е. Унковские // Морской энциклопедический словарь. — СПб.: Судостроение, 1994. — Т. III. Р — Я. — С. 305-306.
- Владимир Врубель. Всем штормам назло. — М.: Вече, 2012. — 328 с. — (Морская летопись). — 2500 экз. — ISBN 978-5-4444-0005-0.
- Владимир Врубель. Рыцари в морских мундирах. — Смоленск, 2009.

### Статьи
- Головнин Ю. И. 46-пушечный парусно-винтовой фрегат «Аскольд» (рус.) // Судостроение : журнал. — СПб., 1996. — № 4. — С. 63-67.
- Муханов П. С. Дневник гардемарина с фрегата «Аскольд» (рус.) // Русский вестник : журнал. — СПб., 1860. — Январь (вып. кн 1-2).
- Морской сборник № 12, 1862 г.